# Trigono
Trigono (griechisch Τρίγωνο [ˈtriɣɔnɔ] (n. sg.)) war eine 1997 im Rahmen der griechischen Gemeindereform gegründete Gemeinde in der Präfektur Evros, die zur geografischen Region Westthrakien gehörte. Zentrum der Gemeinde war die Kleinstadt Dikea. Zusammen mit zwei weiteren Gemeinden ging Trigono 2010 in der Gemeinde Orestiada auf, in der es seither einen Gemeindebezirk bildet.

## Geografische Lage
Trigono (‚Dreieck‘, entsprechend der Form seiner Fläche, die im Norden vom Fluss Evros und im Süden vom Ardas begrenzt wird) war die nördlichste Gemeinde Griechenlands. Ihr Gebiet befindet sich direkt am Dreiländereck Bulgarien/Türkei/Griechenland.
 Aufgrund seiner geografischen Lage bildet Trigono die Eingangs- und Durchgangszone für den Verkehr aus den Balkan- und Schwarzmeerländern in Richtung auf das ägäische Meer über den Hafen der Stadt Alexandroupoli.

## Gliederung
Die Gemeinde Trigono entstand durch den Zusammenschluss der zehn Einzelgemeinden Arzos, Dikea, Elea, Komara, Ormenio, Pendalofos, Petrota, Plati, Ptelea, Spileo und der sieben Siedlungen Dilofos, Therapio, Kanadas, Krios, Marasia, Milea und Palli. Verwaltungszentrum und Sitz des Bürgermeisters war Dikea, es befindet sich direkt an der Verbindungsstraße Ormenio–Alexandroupoli (Nationalstraße 51, Europastraße 85) zur Autobahn „Egnatia“. Dikea ist 150 km von Alexandroupoli, der Hauptstadt der Präfektur Evros, entfernt, die Entfernung Dikea–Athen beträgt 1061 km.
Im Gebiet des heutigen Gemeindebezirks Trigono leben rund 5300 Einwohner. Die gesamte Flächenausdehnung beträgt 372 km² (etwa 8,75 % des Regionalbezirks Evros). Die Bevölkerungsdichte ist sehr gering (23 Einwohner pro Quadratkilometer). Die Bevölkerung der Dörfer von Trigono ist ein Gemisch von Gruppen verschiedener Herkunft, zum Teil Flüchtlingen aus Nord- und Ostthrakien (Bevölkerungsaustausch im Jahre 1922), zum Teil einheimischer Bevölkerung. Der Bevölkerungsrückgang wegen Auswanderung hält an. Während der letzten 30 Jahre ergab sich eine Verminderung um 37 %.

### Partnerschaften
Trigono unterhält seit 2004 partnerschaftliche Beziehungen zu Gemmrigheim.